# Sarah McCorquodale
Elizabeth Sarah Lavinia McCorquodale (née Spencer, le 19 mars 1955) est l'une des deux sœurs aînées de Diana, princesse de Galles, l'autre étant Jane Fellowes, baronne Fellowes.

## Jeunesse
Elizabeth Sarah Lavinia Spencer est la fille aînée d'Edward John Spencer, 8e comte Spencer (1924–1992), alors vicomte Althorp, et de l'hon. Frances Burke Roche (1936–2004). Elle est née avec le titre honorifique « L'honorable » ; elle obtient le titre de courtoisie « Lady » en 1975, à la mort de son grand-père lorsque son père devient le 8e comte Spencer. Elle souffre d'anorexie mentale au début de sa vingtaine . Elle fait ses études d'abord à l'école Riddlesworth Hall à Norfolk et ensuite au pensionnat West Heath près de Sevenoaks dans le Kent. Après avoir réussi les examens du niveau O, elle quitte West Heath pour travailler à Londres.

## Famille
Sarah épouse Neil Edmund McCorquodale (né le 4 octobre 1951), fils d'Alastair McCorquodale et de Rosemary Sybil Turnor, le 17 mai 1980 dans le Northamptonshire, en Angleterre. Neil est un cousin au second degré de la belle-mère de Lady Sarah, Raine Spencer.
Neil et Lady Sarah McCorquodale ont trois enfants :
- Emily Jane McCorquodale (2 juillet 1983); elle épouse James TR Hutt le 9 juin 2012[3]. Ils ont deux enfants:
  - Isabella Rosemary Hutt (18 juin 2014)
  - Henry George Thomas Hutt (25 mars 2016)
- George Edmund McCorquodale (17 novembre 1984); il épouse Bianca Moore, fille de Gavin Moore, le 6 août 2016 en Afrique du Sud [4]
  - Sybil McCorquodale (12 mai 2017)
  - Molly McCorquodale (31 janvier 2020)
  - Joseph McCorquodale (30 mars 2022)
- Celia Rose McCorquodale (1989); elle épouse George Woodhouse le 16 juin 2018 à l'église St Andrew and St Mary's, Stoke Rochford, Lincolnshire, Angleterre. Pour son mariage, Celia porte la tiare Spencer, que sa mère et ses tantes Jane et Diana portaient le jour de leur mariage [5].
  - Walter George Spencer Woodhouse (27 novembre 2020)
  - Winifred Sarah Rosemary Woodhouse (27 juillet 2023)

## Carrière
Elle et sa famille résident près de Grantham, dans le Lincolnshire, où elle sert un mandat d'un an en tant que haut shérif du Lincolnshire en 2009 . Elle devient maître du Belvoir Hunt en mai 2010 . Lady Sarah est également présidente du Diana, Princess of Wales Memorial Fund, qui a levé 100 millions de livres sterling pour divers organismes de bienfaisance,. Le Fonds a fermé fin 2012.